# 北條時行
北條時行（日语：／ Hōjō Tokiyuki，1329年—1353年6月21日）是日本鎌倉時代及南北朝時代的人物，屬於鎌倉幕府北條氏得宗家，是第十四代執權北條高時的兒子。是介於前一代（先代）武家筆頭北條高時以及建立室町幕府的足利尊氏之間的人物，因此稱為中先代。北條時行是中先代之亂的發動者之一。
後醍醐天皇時，鎌倉幕府廢黜後醍醐天皇，後醍醐天皇也希望推翻鎌倉幕府（元弘之亂），武將足利高氏（後來的足利尊氏）、新田義貞等人效忠天皇，討伐鎌倉幕府，鎌倉幕府在元弘3年（1333年）的東勝寺合戰中戰敗，北條高時一門自殺，北條時行逃到信濃國，投靠大名諏訪賴重，建立軍隊，希望可以重興鎌倉幕府。北條時行等人在元弘5年（1335年）重新攻進镰仓，打敗足利尊氏的弟弟足利直義，佔領鎌倉二十多天（中先代之亂），後來被足利尊氏打敗，逃離镰仓。 
後來足利尊氏和後醍醐天皇交惡，足利尊氏擁立光明天皇，為北朝，後醍醐天皇逃到了大和國的吉野，開設南朝朝廷，是日本南北朝時代的開始。北條時行戰敗後，請求後醍醐天皇的赦免，正式的進入南朝朝廷，於延元2年/建武4年（1337年）和鎮守府將軍北畠顯家及新田義興（新田義貞之子）一起作戰，在杉本城之戰中打敗斯波家長，第二次收復镰仓。北畠顯家的遠征軍在青野原之戰中打敗土岐賴遠。不過後來高師直在和泉國（現今大阪府）的石津之戰中打敗了北畠顯家的軍隊，北畠顯家戰死，北條時行倖免於難。
正平7年/文和元年（1352年）時，時行和義興在武藏野合戰中打敗初代鎌倉公方足利基氏，第三次收復镰仓，不過镰仓很快又被奪回，新田義興被足利尊氏追殺，逃到越後國，北條時行逃往相模國，被當地忠於足利尊氏的軍隊發現，在鎌倉龍口刑場（神奈川縣藤澤市龍口）被斬首。

## 生平

### 出生
北條時行出生在鎌倉時代末期，當時的鎌倉幕府實際上是由北條氏所支配，北條時行是北條氏得宗當主北条高時的次子，母親不詳。
北條時行出生的年代和日期不明，哥哥北條邦時是在正中2年11月22日（1325年12月27日）出生，可以得知他出生的日期在此之後。
北條時行的幼名，文獻上的記載各有不同：《保暦間記》記載的是勝長壽丸、《梅松論》記載的是勝壽丸、《太平記》記載的是龜壽、《北條系圖》記載的是全嘉丸或龜壽丸。《群馬縣史》中記載的是熊壽丸。一般稱為相模次郎。

### 鎌倉幕府滅亡
元徳3年（1331年）時、後醍醐天皇試圖推翻鎌倉幕府，即為元弘之亂。一開始的戰局對鎌倉幕府及北條氏有利，但在元弘3年/正慶2年時，原來是鎌倉幕府手下，武家足利氏的当主高氏（後來的尊氏）倒戈支持後醍醐天皇，攻下鎌倉幕府監控天皇的六波羅探題。新田義貞在同一年的5月22日攻破鎌倉（東勝寺合戰），時行的父親高時和北條氏多人自殺，鎌倉幕府滅亡。
北條時行被得宗家家臣諏訪盛高（根據《諏訪史料叢書》卷27記載的家譜．諏訪盛高和諏訪賴重是同一個人）所救，逃離鎌倉。年幼的時行去到了諏訪氏的根據地信濃國（現今的長野縣），投靠了參拜諏訪大社的諏訪神黨。他的哥哥邦時（萬壽丸）試圖和家臣五大院宗繁一起逃出鎌倉，但因為五大院宗繁的背叛，北條邦時最後被新田方抓到，並且處刑。

### 建武新政以及北條黨的動乱
鎌倉幕府滅亡後，後醍醐天皇開始了建武新政（1333年 - 1336年），新政期間有多處發生動亂，其中有一半以上是由北條黨所發動的。發生地點至少包括奧州北部、北九州、南關東、日向、紀伊、長門、伊予、京都等地。這些地點是北條氏任命為守護的地方（日向、越後、紀伊、信濃、長門），不然就是以前的領地（陸奧）。根據日本史研究者指出，這些戰爭不是北條氏的武將所主導，而是各地對建武政權不滿的武士以北條氏為名發起的動亂。
不論是二次大戰前的傳統論點，或是二十一世紀前的新論點，都認為建武新政時期，後醍醐天皇對北條黨很冷淡。除了少數對後醍醐天皇很忠誠的氏族之外，建武新政的中央機關幾乎沒有使用北條黨的人。

### 出兵奪回鎌倉
公卿西園寺公宗效忠「太上天皇」，在建武2年（1335年）6月試圖要暗殺後醍醐天皇，計劃失敗被捕（《小槻匡遠記》當月26日）。西園寺家曾是很有影響力的公家，世代擔任朝廷和鎌倉幕府交涉的關東申次，所效忠的「太上天皇」是和鎌倉幕府較親近的持明院統（後來的北朝）的後伏見法皇。不過日本史研究者家永遵嗣認為，所指的是同為持明院統的光嚴上皇。
根據《太平記》第13巻《北山殿謀叛の事》所述，西園寺公宗和北條高時的弟弟泰家合作，在京都出兵。同時出兵的有東國反叛軍大将北條時行，及北國反叛軍大将名越時兼。日本史研究者鈴木由美認為：《太平記》中沒有直接支持此一故事的史料。不過，西園寺公宗暗殺後醍醐的計畫和北條時行的出兵時間有關《太平記》中提到，西園寺公宗和北條泰家、北條時之勾結的說法或許可認為是正確的。
北條時行集合了對後醍醐天皇親政（建武新政）不滿的勢力，以及北條氏的殘黨，在同一年的7月14日，和信濃國（現今長野縣）的諏訪賴重（和他兒子時繼）以及諏訪神黨、三浦時繼、三浦時明、蘆名盛員、那波宗政、清久山城守、鹽谷民部大輔、工藤四郎左衛門尉一起起兵（中先代之亂）。所控制的武将中，有千葉氏的東國武士，也有像三浦時明、天野貞村等曾效力建武政權的武士，規模很大。
北條時行打敗了信濃國守護小笠原貞宗，7月18日攻進上野國。足利尊氏的弟弟、東國守護足利直義（鎌倉將軍府）組織了征伐北條時行的軍隊，前往征討北條時行，北條時行在武藏國女影原（現今埼玉縣日高市女影）、小手指原（埼玉縣所澤市北野）・府中（現今東京都府中市）打敗敵軍，建武政權的武将澀川義季、岩松經家、小山秀朝戰死。足利直義親自率軍，在井出澤（現今東京都町田市本町田）迎擊北條時行，最後北條時行一方取得勝利。北條時行在7月25日奪回鎌倉。足利直義逃跑。
足利直義在離開鎌倉之前，殺害了軟禁在鎌倉的護良親王。護良親王是後醍醐天皇的皇子，是元弘之乱中的功臣之一，但因故而被軟禁（被軟禁的原因有很多不同的說法）。有關足利直義殺害護良親王的原因，也有很多說法。有一個說法是，擔心反叛軍的時行擁立曾為前征夷大将軍的護良親王，作反叛軍的首領。不過，日本史研究者龜田俊和指出：護良親王是消滅鎌倉幕府的武将之一，北條時行當時是希望和持明院統（和後醍醐天皇對立的皇系）合作，以此看來，北條時行想要殺掉護良親王的可能性還比較高，擁立他的可能性不大。因此，龜田推測，直義殺害護良親王可能只是因為他是逃亡的障礙，或是因為北條時行攻進鎌倉的緊急情形下，因為不耐煩而殺了護良親王。時行可能擁立護良親王的這個想法不太實際，這是足利直義的誤判。

### 「中先代」
考慮當時情報傳遞的速度，北條時行在建武2年（1335年）7月22日在東國打敗足利直義的情報，大約要到7月25日或26日才能傳到京都。足利尊氏想要討伐北條時行，請求後醍醐天皇准許，並授與他追捕使及征夷大將軍一職。天皇沒有答應，在8月1日將征夷大將軍的職位給了兒子成良親王。第二天，足利尊氏在後醍醐天皇未正式准許的情形下，往東攻打北條時行，後醍醐天皇追認了征东将军的官職。後醍醐天皇也在這天處決了之前計劃暗殺他的西園寺公宗。
北條時行一行人想要攻打足利尊氏，但在出發之前遇到颱風，軍隊在鎌倉大佛殿（高德院）避難。而鎌倉大佛殿因颱風而倒下，約五百名士兵喪生。北條時行和足利尊氏於8月9日在遠江國橋本（今靜岡縣湖西市）作戰，北條時行一方戰敗。戰鬥一直持續到19日，北條時行一方奮戰，打敗了足利氏支系今川氏的武将今川賴國，但後來仍然敗北，退回鎌倉。
最後，北條時行被困在鎌倉。8月19日時，諏訪家的諏訪頼重・諏訪時繼父子在鎌倉自殺（《梅松論》）。軍記物語《太平記》提到，包括諏訪賴重在內的43名大名在勝長壽院自殺。不過需注意《太平記》中的數值往往會有誇張的情形。北條時行成功逃出鎌倉，躲藏在其他地方。
北條時行這次佔領鎌倉的時間雖只有20天，但是時間是介於先代（北條氏）及後代（足利氏）之間，而且一度控制了前武家幕府所在地鎌倉。因此，北條時行這次軍事行動就被稱為「中先代之亂」。

### 歸順南朝
足利尊氏反叛後醍醐天皇，引發延元之亂，足利尊氏戰勝，建立了室町幕府，後醍醐天皇前往京都，向足利尊氏投降，但後來後醍醐天皇離開京都，逃到大和國（現今奈良縣）的吉野行宮，建立了南朝，開始了南北朝时代（1336年-1392年）。之後南朝開始和北朝室町幕府作戰。北條時行沒有歸順北朝足利氏的室町幕府，而是歸順了南朝的後醍醐天皇，後醍醐天皇下綸旨免去北條時行朝敵的身份。史料沒有記載確切的時間，依照軍記物語《太平記》的描寫，應該是延元2年/建武4年（1337年）或是更早的時間。
北條時行不是北條氏中第一個徹底反足利派的武將。在尊氏反叛後醍醐天皇的延元之亂時，在延元元年/建武3年（1336年）2月，就有大夫四郎（可能是北条泰家）入侵信濃國（本間美術館所蔵《市河文書》「建武三年二月三十日付市河経助軍忠状」），到了三月，那地方已成為足利方的領土，大夫四郎則到了鎌倉（戰爭的結果不明，不過可能是被斯波家長給擊退）。同一年的8月份，建武政權新田義貞手下的武將越後松壽丸被足利方俘虜並處決，但從他的名字來看，可能是越後守北條仲時（鎌倉幕府最後一位六波羅探題）的兒子松壽。
為什麼北條時行會歸順於消滅鎌倉幕府、使他父親北條高時死亡的後醍醐天皇，有許多不同的說法。
依照軍記物語《太平記》的描寫，北條時行知道有關他父親北條高時的敗亡，他父親要負上較大的責任，因此他不怨恨後醍醐天皇。相對的，足利尊氏能有如此的地位，是因為鎌倉時代北条氏給足利氏的恩恵，而足利尊氏卻背叛北条氏，使鎌倉幕府滅亡，甚至背叛了後醍醐天皇，建立了室町幕府，因此他憤恨建立室町幕府的足利尊氏。書中也提到北條時行一族想要對尊氏以及他弟弟足利直義報仇，為此他們願意歸順南朝。
龜田俊和在其著作中說明他的觀點：北条一門和足利氏有婚姻的關係，但卻被足利尊氏背叛，他認為，「這幾乎是類似亂倫的仇恨」。
關於《太平記》所述，日本史研究者家永遵嗣指出，原來北條時行是和持明院統（北朝）的光嚴上皇一起活動，但在中先代之亂以後，上皇和足利尊氏聯手，使持明院統擔任天皇，曾經對抗足利尊氏的北條時行認為這是對退隱天皇的背叛，因此轉向支持南朝，和足利尊氏作戰。
另一方面，鈴木由美認為，《太平記》的描寫是作者自己的創作，但推測其內容也反映了北條時行一族的感受。依照佐藤進一的理論，鎌倉時代的武士對主人效忠的程度會依共事時間而不同，新加入的武士可以逃跑，而幕府的重臣是會效忠其主公的。據鈴木的說法，足利氏在名目上不是北条氏直接的家臣（他們是和御家人對等的地位），但鎌倉時代下的北条氏對足利氏長年的優遇，包括姻親關係，以及賞賜姓名中一字（偏諱）等，因此此情形的背叛難以令人接受。相對的，攻進鎌倉幕府，讓北條高時自殺的武將是新田義貞，但北條時行後來和他兒子義興及義宗合作。鈴木認為：北條時行知道進攻鎌倉幕府的行動不是由新田氏主導，而是在尊氏指示下才有的行動。

### 再次奪下鎌倉
延元2年/建武4年（1337年）、南朝鎮守府將軍北畠顯家從統治的奥州出發，進攻京都。依軍記物語《太平記》所述，北條時行響應北畠顯家，從伊豆國（今靜岡縣伊豆半島）率領五千騎兵，往足柄山、箱根前進，據說新田義興則帶領二萬騎兵往武藏國（現今東京都、埼玉縣）進攻。據說顯家的總兵力有到十萬騎兵，不過也要考慮《太平記》在描述兵力時特有的誇張表達。對於《太平記》所述，北條時行及新田義興響應北畠顯家的說法，日本歷史研究者山本隆認為，至少新田義興真的有響應北畠顯家。山本認為，雖然沒有可靠的史料證實新田義興有和北畠顯家一起出征，但史料支持有新田氏成員的武將参戦的事實，義興發的文書形式有受到顯家的影響。
顯家、時行、義興的聯軍在12月23日（《鶴岡社務記録》）、開始了鎌倉攻略戦，在激戦中，足利方的守將斯波家長戰死，成功奪下鎌倉（杉本城之戰），這是北條時行第二次奪下鎌倉。
隔年（延元3年/建武5年，1338年）的1月2日，顯家從鎌倉出發攻打京都。依《太平記》所述，在往京都進軍的過程，南北朝又發生了多次的戰鬥。北條時行率領五千騎兵和高重茂（執事高師直的弟弟）的三千騎兵，在洲俣河（現今岐阜縣、愛知縣的長良川）作戦，擊殺了300騎兵。戰勝了重茂。同一個月的28日，顯家和時行軍在美濃國青野原（現今岐阜縣大垣市）打敗幕将軍高師冬及土岐頼遠（青野原之戰）。
顯家和時行在青野原之戦雖取得勝利，不過沒有採取突破黒地川岸的幕府第二防衛線，直接向京都進攻的計劃。戰爭雖然勝利，但已經消耗了許多的兵力。此時顯家也沒有和正和越前國（福井縣）作戦的南朝總大将新田義貞會合，而是往南方伊勢國（三重縣）的方向前進。
在此之後，顯家和時行經由伊勢進攻京都，和足利方的部隊有許多戰鬥。北畠顯家在5月22日於和泉國石津（現今大阪府堺市）戰敗，北畠顯家戰死（石津之战）。北畠征西遠征軍因總大将北畠顯家的戰死而徹底瓦解。不過北條時行在此戰爭中存活，並且躲藏起來。
依照《佐野本系圖》的說法，北條時行在同一年和義良親王（後來的後村上天皇）一起從伊勢出航，但因為暴風雨沒有成行。因此傳說北條時行就住在伊勢。不過本系圖的作者懷疑此一說法。
另一方面，徳川光圀所著的《参考太平記》（元禄2年，1689年）也記載時行和義良親王從伊勢一同出航的說法，據說，時行和宗良親王是同一個船隊，並且一起進入了遠江國井伊城（現今靜岡縣濱松市北區引佐町）。

### 第三次奪下鎌倉
正平3年/貞和4年（1348年）時，室町幕府的執事高師直（也包括了足利尊氏）和負責管理政務的足利直義（尊氏的弟弟）發生了政府鬥爭。後來，高師直和尊氏派和直義派的鬥爭變為了全國的武力衝突，也就是观应扰乱（1350年 - 1352年）。戰局多有波折，後來足利尊氏向南朝的後村上天皇歸順，南北朝分立的年號也暫時統一為舊南朝方的「正平」年號（正平一統）。
不過，在正平7年（1352年）初，代表舊南朝方的準大臣及歴史學家北畠親房，在東西方彼此呼應，想要同時奪下京都和鎌倉，南北朝的戰爭再度開始。同一年的閏2月20日，南朝占領京都（第四次京都合戦/八幡之戦）。幾天之前的閏2月15日，新田義興及義宗兄弟在東國上野國（現今群馬縣）出兵，同一時期征夷大将軍宗良親王（後醍醐天皇的皇子）也在信濃國（現今長野縣）出兵（武蔵野合戰）。這次帶領南朝諏訪氏的武将是諏訪直賴，對抗的是幕府信濃國守護小笠原政長・長基父子。
義興和義宗在閏2月20日將新田氏的軍隊分為二路，義宗在武藏國人見原（現今東京都府中市）及金井原（東京都小金井市）和足利方作戦，後來戰敗。北条時行和脇屋義治（義興的表弟）一起加入義興的支隊、進攻鎌倉，並且打敗了足利基氏（尊氏的兒子，第一代的鎌倉公方），這是他第三次奪下鎌倉，也是最後一次。
時行和義興在同月23日從鎌倉往相模國三浦（現今神奈川縣三浦半島）移動，其原因有可能是向三浦氏請求支援。足利方的石塔義基在同月28日攻撃鎌倉，不過被義興及三浦高通撃退。
後來就不確定北條時行是否和義興在同一個軍隊裡了。總之，尊氏在閏2月28日在小手指原（埼玉縣所澤市）打敗南朝的宗良親王及新田義宗，攻佔了鎌倉（小手指原之戰）、後來的3月15日，足利方也攻下了京都，短時間的南朝支配時間告一段落。

### 死亡
北條時行繼續逃跑及躲藏，在第二年正平8年/文和2年5月20日（1353年6月21日），被足利方俘虜，在鎌倉龍之口（現今神奈川縣藤澤市龍口）處決（《鶴岡社務記録》、《諸家系図纂》、《佐野本系図》）。北條時行死亡時年齡推測約二十多歲。同時，被視為是得宗家臣的長崎氏及工藤氏出身的武将，長崎駿河四郎及工藤二郎，也和時行一起被處決（《鶴岡社務記録》）。
時行的處決是5月20日，2日後的5月22日，也是北條時行的父親、鎌倉幕府北条得宗家北條高時死亡滿二十年。
同時期的《園太曆》（洞院公賢，北朝立場的公家日記）、《難太平記》（今川了俊，室町幕府立場的史料）並未提及北條時行的下落。
也有部分史料表示北條時行最終成功逃脫並下落不明。《豆相記》的說法是延元二年護送義良親王（日後的後村上天皇）前往陸奧國途中遭遇風暴，被迫折返伊勢國，從此改名伊勢二郎時行並隱居於此，並成為伊勢新九郎（北條早雲）先祖。

## 潛伏地
長野縣的伊那地方（伊那谷及伊那市）裡，有幾個地方是傳說中，北條時行在中先代之亂之前躲藏的地方。
- 高遠町三義的御所平
- 高遠町藤堂御堂垣外的權殿宅邸かくれ久保
- 伊那富縣福地的時行宅邸
- 中川村四德的殿小屋、殿屋敷、鎌倉宅邸
- 下伊那郡大鹿村大河原之桶谷

## 圖庫

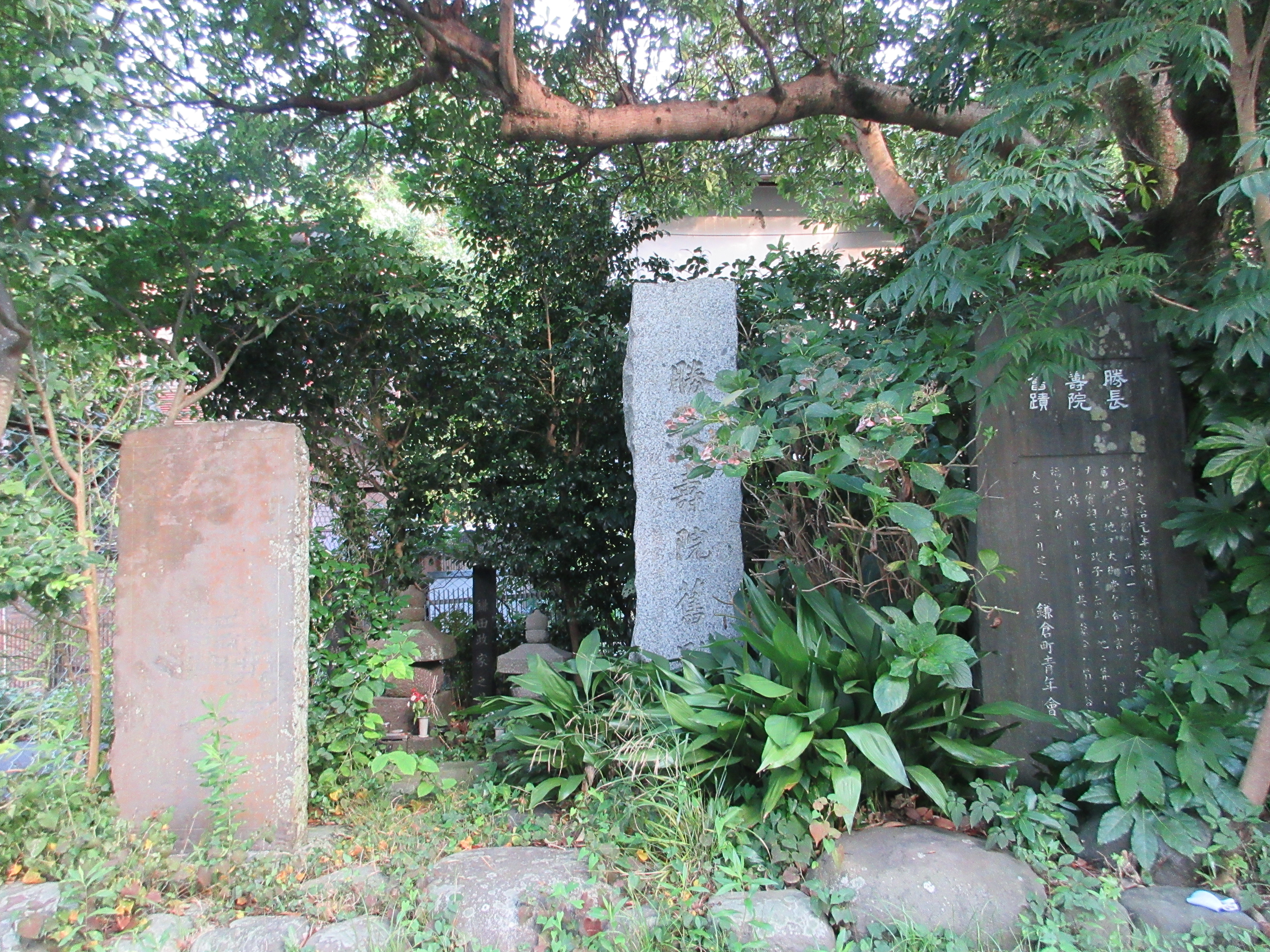
勝長寿院（日语：勝長寿院）遺址，諏訪賴重、諏訪時繼等43人自殺的地點。
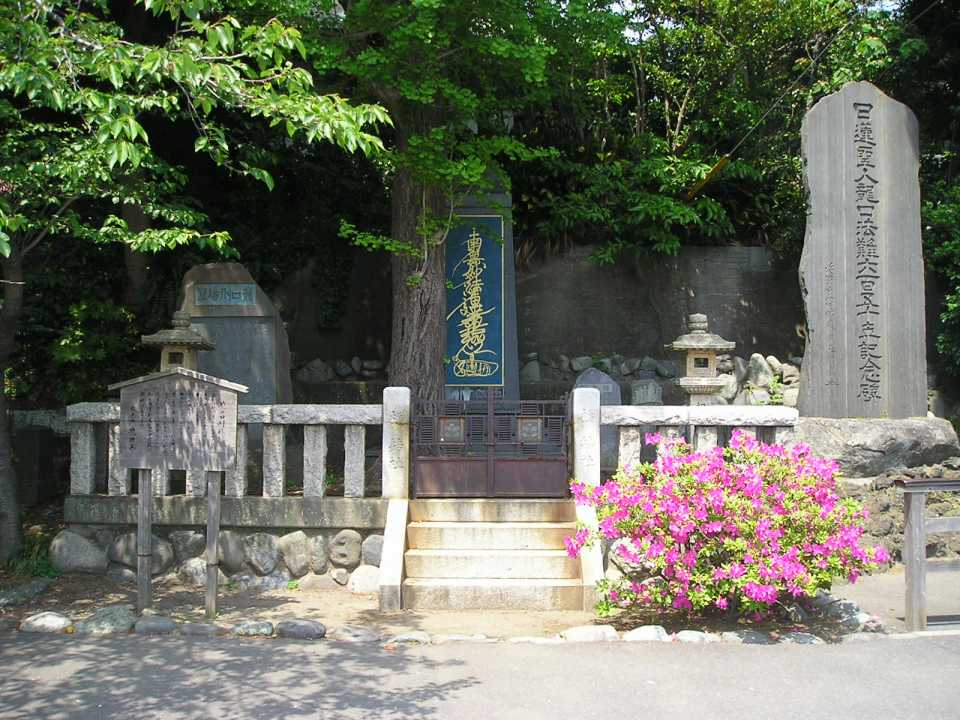
北條時行處刑的龍口刑場遺址。

## 文獻
- Goble, Andrew Edmund. . 哈佛大学出版社 Asia Center. 1996  [2021-12-21]. ISBN 978-0-674-50255-0. （原始内容存档于2021-10-13）.
- 奥富, 敬之, ,  12, 吉川弘文館, 1991
- Nussbaum, Louis-Frédéric (2002). "Japan Encyclopedia". Cambridge, Massachusetts: Harvard University Press.
- Papinot, Edmond. (1910). Historical and geographical dictionary of Japan. Tokyo: Librarie Sansaisha.
- 福田, 豊彦, , , 吉川弘文館, 1997
- 鈴木, 由美, , 日本史史料研究会  (编), , ぶい&ぶい新書 1, 岩田書院: 241–245, 2016, ISBN 978-4800310071
- 森, 幸夫, , 日本史史料研究会; 呉座, 勇一  (编), , 歴史新書, 洋泉社: 64–83, 2016, ISBN 978-4800310071
- 博文館編輯局 (编), , 続帝国文庫 11 21, 博文館, 1913, doi:10.11501/1885211, NDLJP: 1885211
- 池永, 二郎, ,  10, 吉川弘文館, 1989
- 福島, 金治, , , 朝日新聞社, 1994, ISBN 978-4023400528
- 山本, 隆志, , ミネルヴァ日本評伝選, ミネルヴァ書房, 2005, ISBN 978-4623044917
- 佐藤, 進一, , 中公文庫 改, 中央公論社, 2005, ISBN 978-4122044814
- 龜田, 俊和, , 日本評伝選, ミネルヴァ書房, 2016-10-10, ISBN 978-4623077946